# Aphelariaceae
 (février 2012).
Si vous disposez d'ouvrages ou d'articles de référence ou si vous connaissez des sites web de qualité traitant du thème abordé ici, merci de compléter l'article en donnant les références utiles à sa vérifiabilité et en les liant à la section « Notes et références ».
Famille
La famille des Aphelariaceae est une famille de champignons clavaroïdes de l'ordre des Cantharellales, originaire des régions tropicales et subtropicales : Nouvelle-Zélande, Cameroun et Pakistan. 
Elle présente actuellement trois genres et une vingtaine d'espèces connus : le genre Aphelaria qui comporte dix-huit espèces, trouvées au Cameroun, Pakistan, Australie et Nouvelle-Zélande, le genre Phaeoaphelaria qui se compose d'une espèce en Australie et le genre Tumidapexus qui se compose d'une espèce en Nouvelle-Zélande.

## Description et taxinomie
Décrite en 1970 par le mycologue anglais EJH Corner, elle est inventée pour accueillir les espèces de champignons en forme de coraux ou clavaroïdes qui étaient semblables aux espèces de la famille des Clavariaceae, mais dont les hyphes sont dégonflés.
De même que le genre Aphelaria, E.J.H. Corner inclut les genres Corticirama, Phaeoaphelaria et Tumidapexus dans les Aphelariaceae.
Le genre Corticirama a été déplacé dans les Corticiaceae[réf. incomplète] (Agaricomycetes).

### Espèces
- genre Aphelaria, le genre Aphalaria, présente des formes clavaroïdes complexes rencontrées dans les régions tropicales et subtropicales.
  - Aphelaria complanata (Cleland) R.H. Petersen 1969
  - Aphelaria dendroides (Jungh.) Corner 1950, Nouvelle-Zélande
- genre Phaeoaphelaria
  - Phaeoaphelaria australiensis Corner 1953[5][réf. incomplète] Australie
- genre Tumidapexus
  - Tumidapexus ravus D.A. Crawford 1954[6][réf. incomplète] Nouvelle-Zélande

## Liste des genres
Selon Catalogue of Life (27 octobre 2013) :
- genre Aphelaria
- genre Phaeoaphelaria
- genre Tumidapexus